# Yacolt-Brand

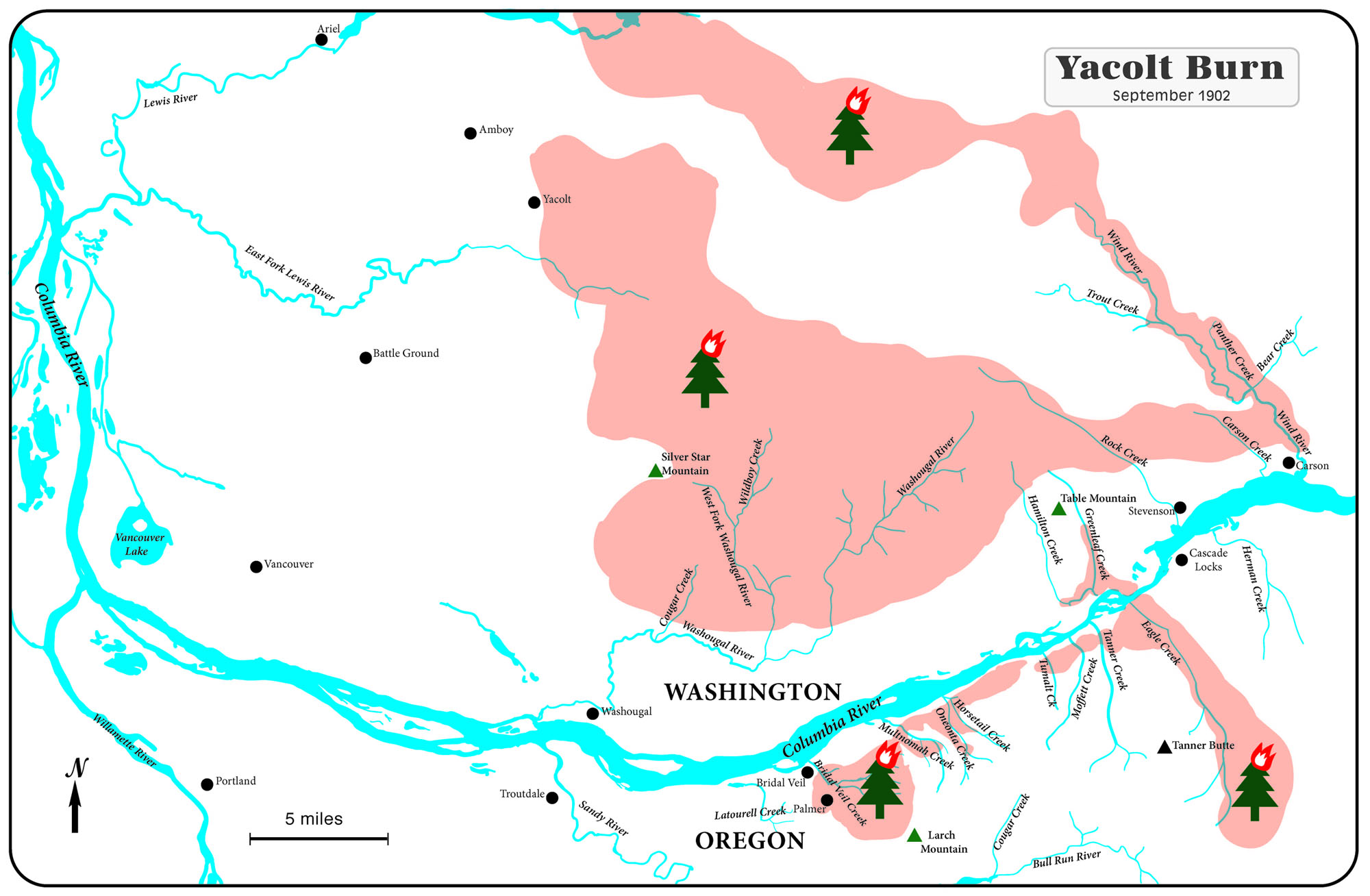
Südwest-Washington mit dem betroffenen Gebiet in pink

Der Yacolt-Brand (englisch Yacolt Burn) ist der Sammelname für Dutzende von Bränden in den US-Bundesstaaten Washington und Oregon, die zwischen dem 8. und 12. September 1902 auf einer Fläche von 500.000 Acres (ca. 202.300 ha) in bewaldetem und besiedeltem Gebiet 38 Todesopfer im Gebiet des Lewis River, mindestens neun Tote im Gebiet des Wind River und 18 Tote in der Columbia River Gorge sowie eine unbekannte Zahl von Verletzten forderten.

## Ursachen der Brände

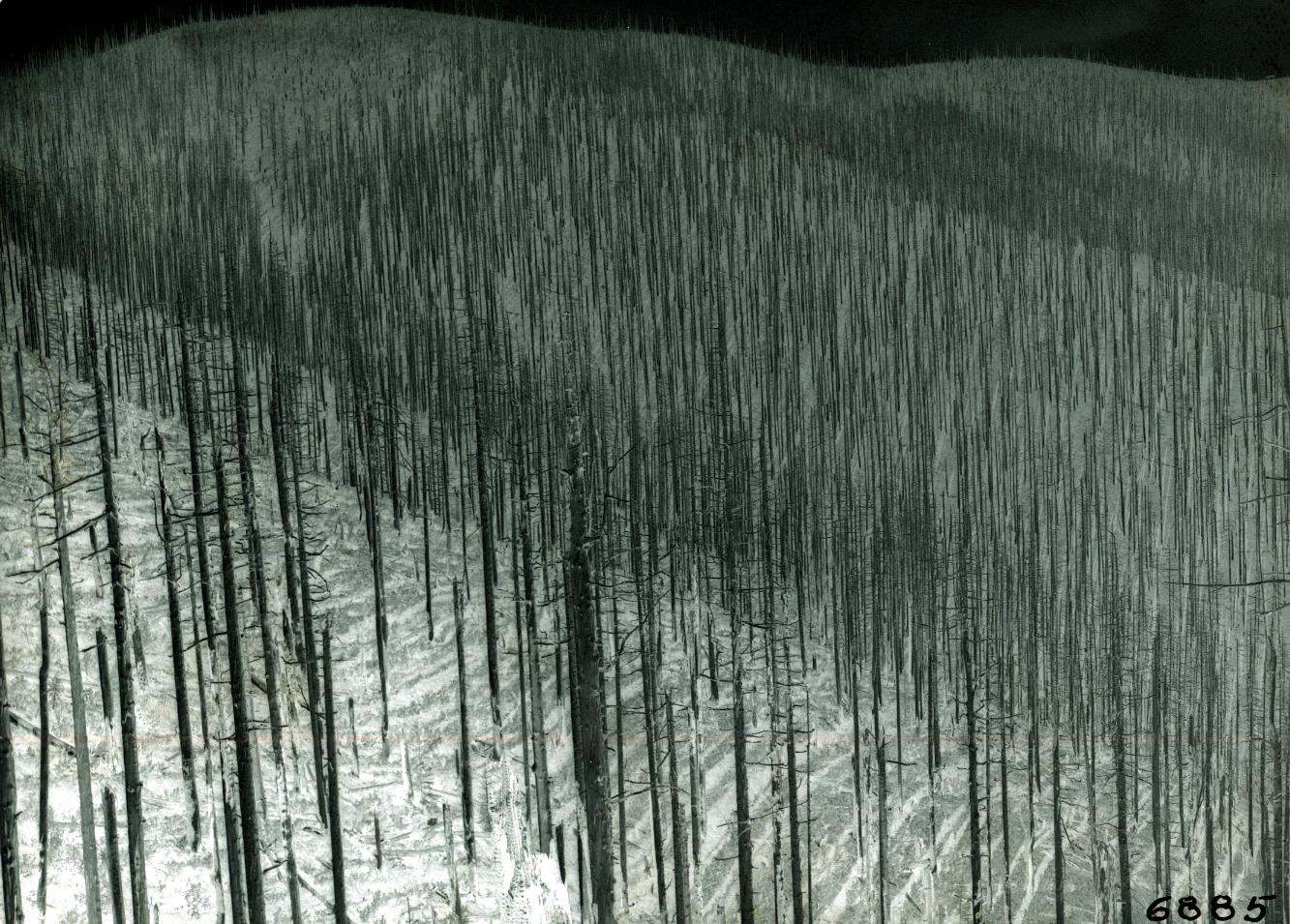
Ein Bestand toter Douglasien, 32 Jahre nach dem Brand

Der Yacolt-Brand (im US-amerikanischen Sprachgebrauch Yacolt Burn, auch Yacolt Fire, Yacolt Blaze, Yacolt-Cispus Burn oder Columbia Fire of 1902) war das Resultat ungünstiger Witterungsfaktoren wie auch sorgloser Menschen. Der Sommer 1902 war trockener als normal und Anfang September wehten Winde von West nach Ost. Ein Haufen von Geäst und anderen Rückständen aus dem Holzeinschlag war in den vorangegangenen zwei Sommern nicht durch Abbrennen beseitigt worden.
Am 8. September brach ein Brand aus, weil einige Jungen ein Hornissennest in der Nähe des Eagle Creek in Oregon anzündeten. Weitere große Brände traten unabhängig voneinander oder kombiniert bald darauf auf, einschließlich eines durch eine Lokomotive in Dodson verursachten. Andere Berichte nennen Blitzeinschläge wie auch sorglose Camper und Beerenpflücker, Jäger und Holzfäller als Ursachen. Der Brand breitete sich schnell aus und erstreckte sich von Bridal Veil bis nach Cascade Locks, bevor brennende Überbleibsel über den Columbia River nach Washington gelangten. Er verlagerte sich innerhalb von 36 Stunden um 30 mi (48 km) und zerstörte 238.920 Acres (ca. 970 km²) an Forstflächen mit ca. 28 Mio. Kubikmetern Holz in den Countys Clark, Cowlitz und Skamania.

## Ausmaß der Zerstörungen
Obwohl der Namensgeber des Brandes die Kleinstadt Yacolt darstellt, wurde die Stadt nicht von den Bränden zerstört. Der Verlust aller Güter wurde mit einem 1902 gültigen Wert von 12.767.100 USD bestimmt. Die Schadenssumme im Multnomah County wurde auf mehr als eine Million Dollar geschätzt.
Der Brand schüttete eine Ascheschicht von 1,5 in (38 mm) über Portland aus. Der Rauch war so dicht, dass die Straßenlaternen in Seattle (160 mi (257 km) entfernt) mittags aufleuchteten und Schiffe auf dem Columbia River gezwungen waren, nur nach dem Kompass zu navigieren. Yacolt war dem Inferno nahe genug, dass die Farbe auf den 15 Gebäuden Blasen schlug, doch dann drehte der Wind und das Feuer wandte sich nach Norden dem Lewis River zu, wo es sich selbst verzehrte. Zu diesem Zeitpunkt waren geschätzte 500.000 Acres (ca. 202.300 ha) Wald in Flammen aufgegangen.
Interessanterweise verschiffte die Bauholz-Industrie im Oktober 1902 32.070 m³ Holz über den Columbia River und markierte damit einen neuen Rekord für eine Monatsproduktion.

## Legislative: Regelungen nach dem Yacolt-Brand
Sofort wurden Rufe nach gesetzlichen Regelungen in Oregon und Washington laut, um Brände dieses Ausmaßes künftig zu verhindern. Einige Vorlagen wurden in Gesetze gefasst, aber sie waren kein effektiver Maßstab. Der Dole-Valley-Brand 1929 zerstörte weitere 153.000 Acres (619 km²) Wald und im September 2017 vernichtete der Eagle-Creek-Brand nahezu 50.000 Acres (202 km²) in der Columbia River Gorge. Die Neigung der bewaldeten Hochländer in diesem Gebiet, wiederholt niederzubrennen, besteht aufgrund des Vorhandenseins der Columbia River Gorge, welche die Kaskadenkette nahezu auf Meeresspiegelhöhe durchschneidet und das Klima des Großraums Portland relativ wenig ausgeglichen im Vergleich mit dem in Seattle macht. Die nassen Winter des Gebiets führen zu üppigem Holzwachstum, doch folgen darauf heiße trockene Sommer, die auf den Regenschatten der Kaskadenkette zurückzuführen sind. Im Endeffekt werden alle holzgewinnenden und sonstigen kommerziellen Aktivitäten in dem Gebiet durch die sehr restriktiven „Yacolt Burn Rules“ (engl. „rules“ = „Regelungen“) bestimmt.